# 5e brigade de chars (Ukraine)
Pour les articles homonymes, voir 5e brigade.
La 5e brigade de chars (en ukrainien : 5-та окрема танкова бригада, abrégé en 5 ОТБр ; numéro d'unité militaire A4594), qui peut être aussi traduit par 5e brigade blindée, est une grande unité blindée des troupes terrestres des Forces armées de l'Ukraine. Elle était une unité du corps de réserve.

## Historique
La brigade est formée début 2016, mais ce n'est qu'une unité du corps de réserve, dont seule une partie des cadres sont professionnels, sa formation intégrale attendant l'arrivée de réservistes (composé à 90 % de militaires de la réserve opérationnelle de deuxième ligne) et de conscrits à l'occasion d'une mobilisation. Elle était équipée de chars T-72 modernisés. En mars-avril 2016, ses unités participent aux côtés de celles de la 15e brigade mécanisée (uk) à des manœuvres dans l'oblast de Kherson (à proximité de la Crimée). L'unité est réactivée en 2017 et 2018 dans le camp militaire de Gonchariv pour des exercices, des réservistes étant appelés pour une période de 45 jours.
Lors de l'invasion russe de février 2022, la 5e brigade de chars est mise partiellement sur le pied de guerre à Kryvyï Rih, puis maintenue en réserve dans l'oblast d'Odessa contre une hypothétique attaque amphibie russe. Elle est rééquipée notamment avec des chars T-72M1 venant de Pologne et de YPR-765 (des AIFV) des Pays-Bas. Mais son matériel et son personnel étant affectés en renfort à d'autres brigades, elle cesse de-facto d'exister. 
Cependant, la brigade a été mentionnée par le président Volodymyr Zelensky dans son discours des 200 jours de guerre le 11 septembre 2022. À partir de février 2023, elle est progressivement remise sur pied, nécessitant plusieurs mois d'entraînement avant d'être opérationnelle.

## Controverse
Début août 2022, s'appuyant sur un article de David Axe sur Forbes, de nombreux médias russes ou pro-russes tels que Moskovski Komsomolets et Sharij.net du propagandiste pro-russe Anatoli Chari, parfois repris par des médias occidentaux, affirment que l'armée ukrainienne trompe les occidentaux en créant des brigades virtuelles, y compris la 5e brigade de chars. Les propagandistes russes soutiennent qu'une brigade de réservistes en réserve n'existe tout simplement pas et ne sert qu'à tromper les occidentaux pour les inciter à fournir du matériel. Cependant, ces allégations sont réfutées par plusieurs sources indépendantes, qui confirment l'existence et la légitimité de la 5e en tant qu'unité de réserve, laquelle n'a donc aucune raison d'être déployée au front tant que la situation militaire ne le nécessite pas.

## Structure
.

### Ordre de bataille
- État-major (штаб) de la brigade ;
  - 
    -  Compagnie de protection du QG ;
    -  unité de recrutement[12] ;

  -  1er bataillon de chars ;
  -  2e bataillon de chars ;
  -  1er bataillon mécanisé (sur YPR-765) ;
    - 
      -  État-major du bataillon ;
      -  compagnie de protection du QG ;

    -  1re compagnie mécanisée ;
    -  2e compagnie mécanisée ;
    -  3e compagnie mécanisée ;
    -  peloton de grenadiers ;
    -  peloton de reconnaissance
    -  batterie de mortier ;
    -  peloton anti-aérien ;
    -  peloton de transmission ;
    -  peloton médical ;
    -  compagnie de soutien ;

  -  2e bataillon mécanisé ;
    - 
      -  État-major du bataillon ;
      -  compagnie de protection du QG ;

    -  1re compagnie mécanisée ;
    -  2e compagnie mécanisée ;
    -  3e compagnie mécanisée ;
    -  peloton de grenadiers ;
    -  peloton de reconnaissance
    -  batterie de mortier ;
    -  peloton anti-aérien ;
    -  peloton de transmission ;
    -  peloton médical ;
    -  compagnie de soutien ;

  -  1er bataillon de fusilier ;
  -  2e bataillon de fusilier ;
  -  Groupe d'artillerie de la brigade[13] :
    - 
      -  État-major (штаб) du groupe d'artillerie ;
      -  batterie de contrôle et d'acquisition de cibles ;

    -  1er bataillon d'artillerie automotrice (2S3 Akatsiya) ;
    -  2e bataillon d'artillerie (2S1 Gvozdika) ;
    -  Bataillon de lance-roquettes multiples (BM-21 Grad) ;
    -  Bataillon anti-char ;

  -  Bataillon de défense antiaérienne (9K35 Strela-10) ;
  -  Bataillon de système aérien sans pilotes « Black Arrow » ;
  -  Compagnie de reconnaissance ;
  -  Bataillon du génie ;
  -  Bataillon logistique ;
  -  Bataillon de maintenance ;
  -  Compagnie de transmissions ;
  -  Compagnie de radars (désignation d'objectifs) ;
  -  Compagnie médicale (soins et évacuation)
  -  Compagnie de défense NRBC ;

## Traditions

Insignes de la brigade, par ordre d’ancienneté
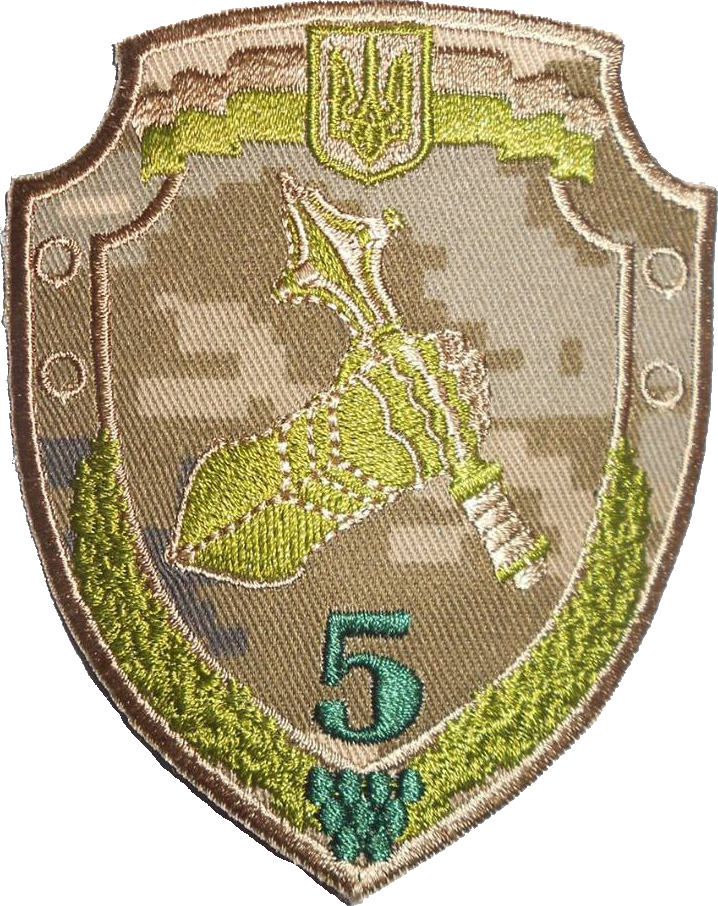
2017
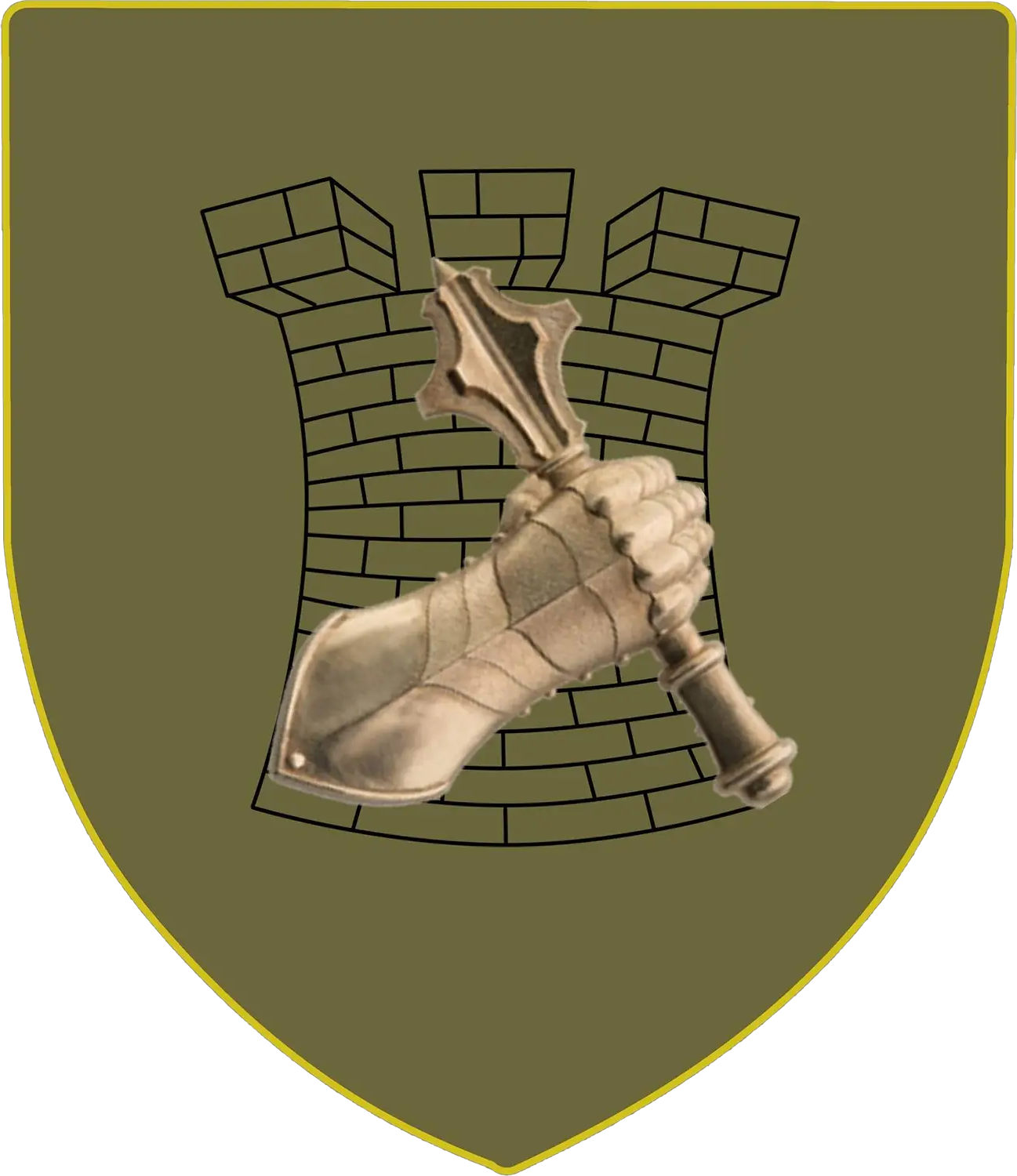
2023
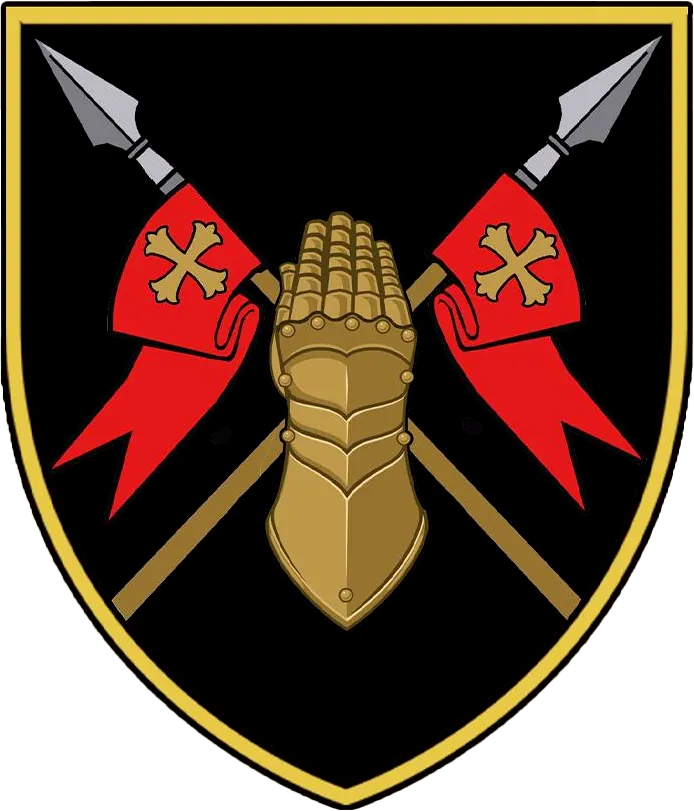
2024.